# لوئیز ایتکن-واکر
لوئیز ایتکن-واکر (انگلیسی: Louise Aitken-Walker؛ زادهٔ ۲۱ ژانویهٔ ۱۹۶۰) راننده رالی اهل بریتانیا بوده است.